# 동해로
동해로(Donghae-ro)는 대한민국의 경상남도 고성군 고성읍 송학교차로에서 시작하여, 동해면까지 연결하는 도로이다.

## 주요 경유지
경상남도
- 경상남도 고성군 (고성읍 - 거류면 - 동해면)

## 노선 경로
전 구간 지방도 제1010호선에 속하므로 이에 대한 별도 표기는 생략한다.
| 이름              | 접속 노선                  | 소재지        | 소재지        | 비고          |
| 송학로와 직결     | 송학로와 직결              | 송학로와 직결 | 송학로와 직결 | 송학로와 직결 |
| ----------------- | -------------------------- | ------------- | ------------- | ------------- |
| 송학 교차로       | 국도 제14호선 (남해안대로) | 고성군        | 고성읍        |               |
| 이진교            |                            | 고성군        | 거류면        |               |
| 송정교            |                            | 고성군        | 거류면        |               |
| 거산삼거리        | 당항만로                   | 고성군        | 거류면        |               |
| 한내삼거리        | 거류로                     | 고성군        | 동해면        |               |
| 대천교            |                            | 고성군        | 동해면        |               |
| (이름없음)        | 국도 제77호선 (조선특구로) | 고성군        | 동해면        |               |
| 조선특구로와 직결 |                            |               |               |               |

## 주요 건물 및 시설
- GS칼텍스 거류주유소 (동해로 690/감서리 1259-5)
- S-OIL 동해주유소 (동해로 961/내곡리 1658-1)
- 동해면전담의용소방대 (동해로 1575/양촌리 902-4)
- 동해초등학교 (동해로 1585/양촌리 832)
- 동해중학교 (동해로 1613/양촌리 814)